# Yangor
Yangor – miejscowość na Nauru, w dystrykcie Aiwo.